# Bothriopsis
Bothriopsis är ett omstritt släkte av ormar som ingår i familjen huggormar. The Reptile Database listar arterna istället i släktet Bothrops.
Arter enligt Catalogue of Life:
- Bothriopsis bilineata
- Bothriopsis medusa
- Bothriopsis oligolepis
- Bothriopsis peruviana
- Bothriopsis pulchra
- Bothriopsis punctata
- Bothriopsis taeniata